# 薩利派

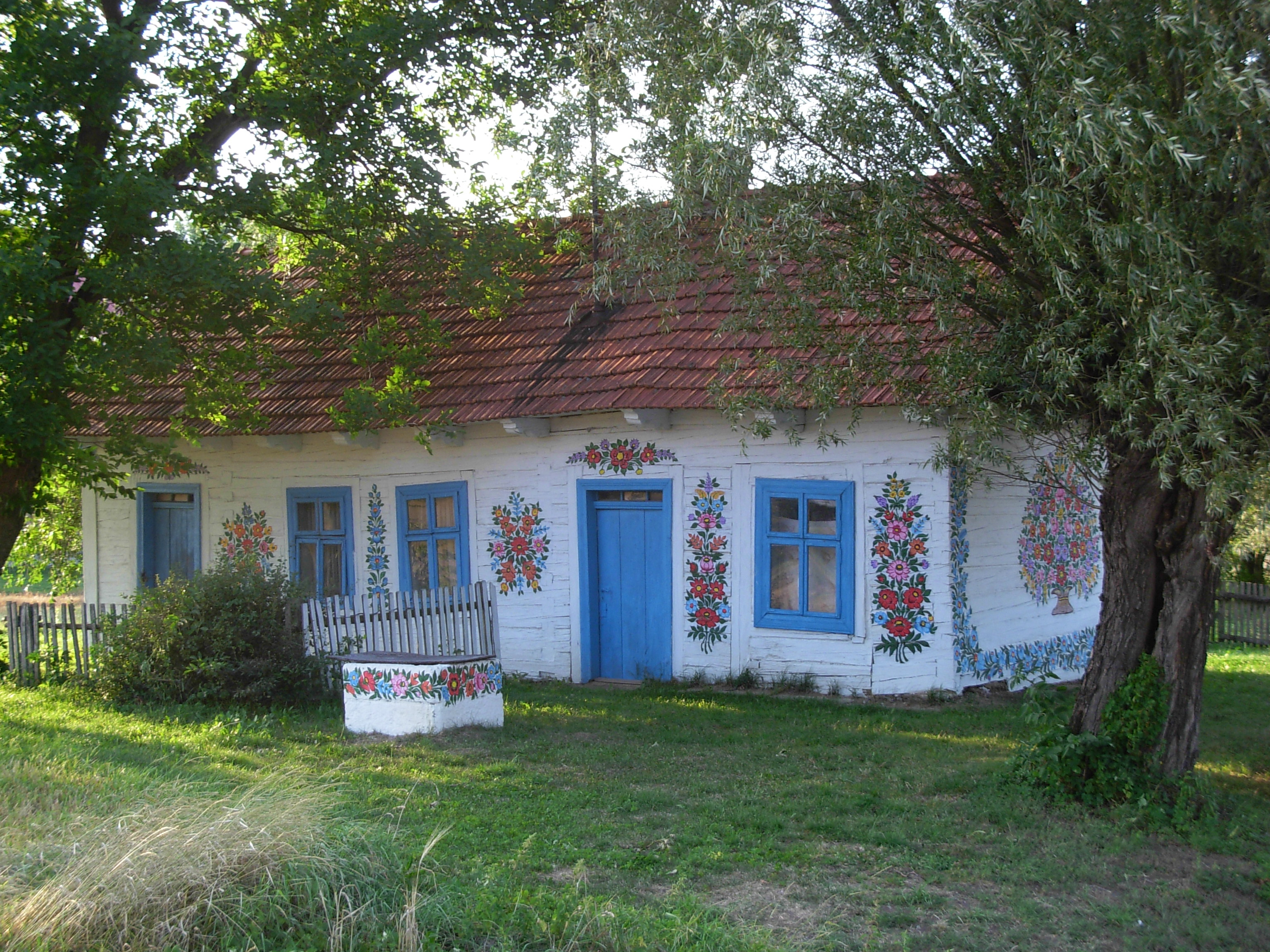

薩利派（波蘭語：Zalipie）是位於波蘭南部的一個村莊。薩利派以當地出產的手工藝品而聞名，是波蘭著名的旅遊景點。